# Sâr Dubnotal
Sâr Dubnotal est un personnage de fiction créé possiblement par Norbert Sevestre dont les aventures littéraires furent publiées dans vingt fascicules parus entre 1909 et 1910 aux éditions A. Eichler. Il figure parmi les tout premiers détectives de l'occulte de la littérature populaire.

## Présentation du personnage
Ce détective de l'étrange, surnommé le « Napoléon de l'Intangible », est un mage aux facultés mentales extraordinaires. Grâce à ses connaissances mystiques issus des secrets de l'Ordre de la Rose-Croix et des arts millénaires indiens, Sâr Dubnotal est capable d'utiliser la télépathie, le contrôle mental ou encore la lévitation.
Tout au long de ses aventures, Sâr Dubnotal est présenté sous de nombreux surnoms : « Grand Psychagogue », « Napoléon de l'Immatériel », « le Maître de la Psychognosie », « le Conquérant de l'Invisible » ou encore « El Tebib » (litt. « le docteur »).
Bien qu'il soit né à Bombay, Sâr Dubnotal est d'origine européenne. Il a ainsi été éduqué à la fois dans les mystères des Rosicruciens et dans ceux millénaires des mages hindous. Son entourage illustre d'ailleurs ses multiples influences. Outre, son disciple Rudolphe qu'il forme et son serviteur personnel l'hindou Naïni, il fait appel en cas de besoin à un médium italien du nom de Gianetti Annunciata pour l'aider à communiquer avec les morts ainsi qu'à un trio de détectives internationaux : l'anglais Franck, le français Fréjus et l'allemand Otto, et enfin, pour les cas les plus difficile, au yogi Ranijesti qu'il contacte par télépathie.
Très fortuné, il possède de nombreuses maisons — sur les Champs-Élysées, en Bretagne, à Londres —, des yachts et également un atoll dans le Pacifique où il y envoie les vilains qu'il a vaincu.
Le Sâr lors du dernier épisode se fait enterrer vivant pour entrer en léthargie, son double est dans l'au-delà.

## Un auteur incertain

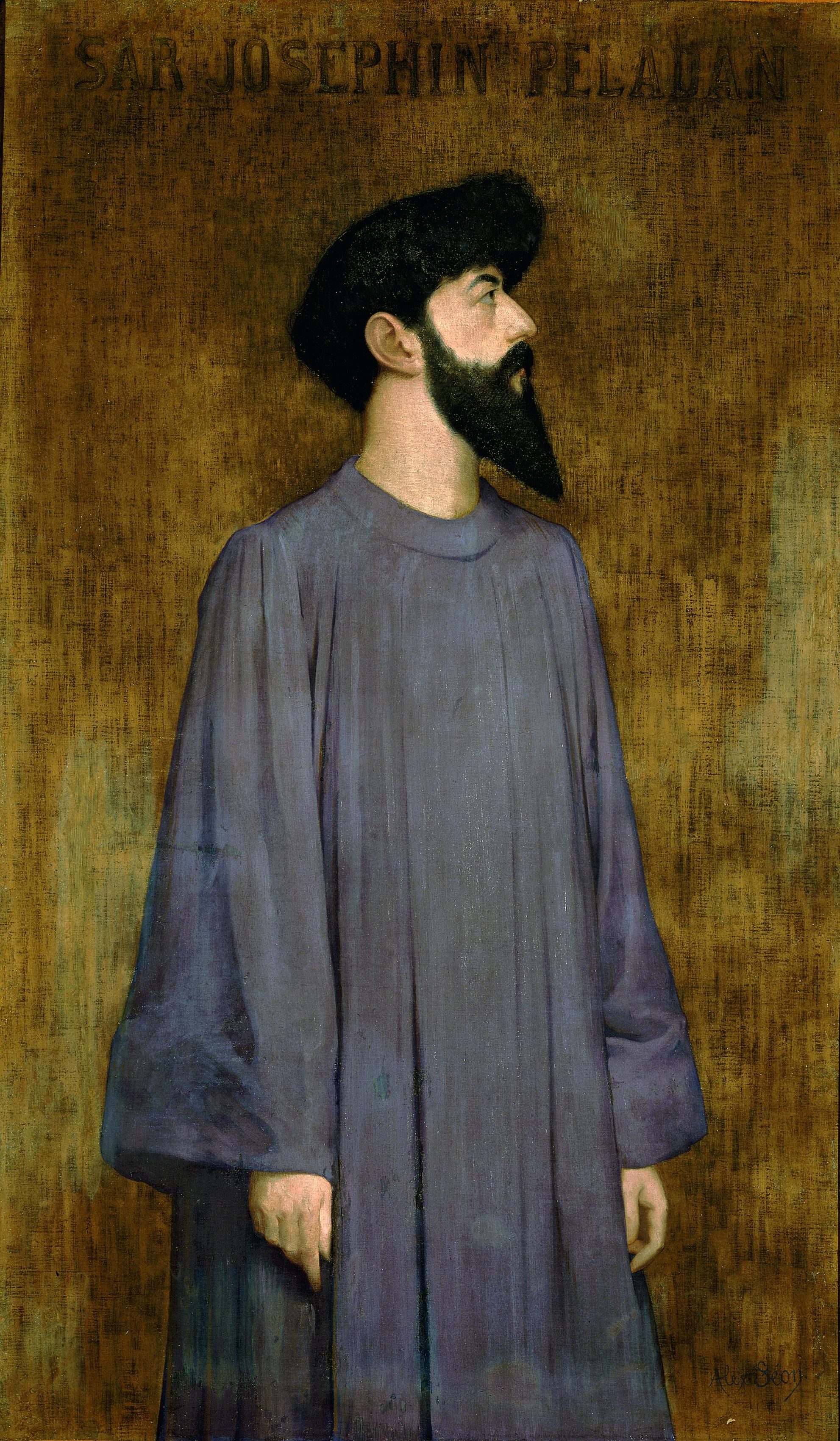
Le « Sâr » Joséphin Peladan.
Huile sur toile d'Alexandre Séon, vers 1892, musée des Beaux-Arts de Lyon.

L'auteur des aventures de Sâr Dubnotal n'est pas clairement établi dans la mesure où les fascicules n'étaient pas signés. Néanmoins, l'hypothèse la plus couramment admise est qu'ils soient l'œuvre du romancier populaire Norbert Sevestre. En effet, il est possible que Sevestre n'assumait tout simplement pas ces écrits rédigés hâtivement, sans aucune planification des intrigues en amont.
L'auteur inscrit les origines du sâr dans l'occultisme en vogue à la fin du XIXe siècle et au début du XXe siècle, en particulier dans les mythes rosicruciens.
Si le genre littéraire autour des détectives de l'occulte apparaît à la fin du XIXe siècle en Angleterre, les aventures de Sâr Dubnotal constitue la première série de ce genre à être publiée en France. Cependant, l'auteur n'est pas très bien informé en matière de sciences occultes et se contente des ouïe-dires et de ses lectures dans les journaux. Une grande partie de son inspiration proviendrait notamment de la publicité rencontré autour de la tournée américaine de la medium italienne Eusapia Palladino.
Les éléments pseudo-orientaux et le titre de « Sâr » serait, quant à eux, directement emprunté à Joséphin Peladan, un personnage influent dans le Paris de la fin du XIXe siècle, en particulier renommé pour ses frasques occultistes.

## Publication

### Liste des fascicules
Chaque fascicule contient une histoire complète, même si du n°7 au n°11, le sâr affronte le même antagoniste : Tserpchikopf — avatar de Jack l'Éventreur, entre autres. Celui-ci apparaît en réalité dès le n°1 sous une autre identité.

Illustrations anonymes pour les couvertures des fascicules de la série
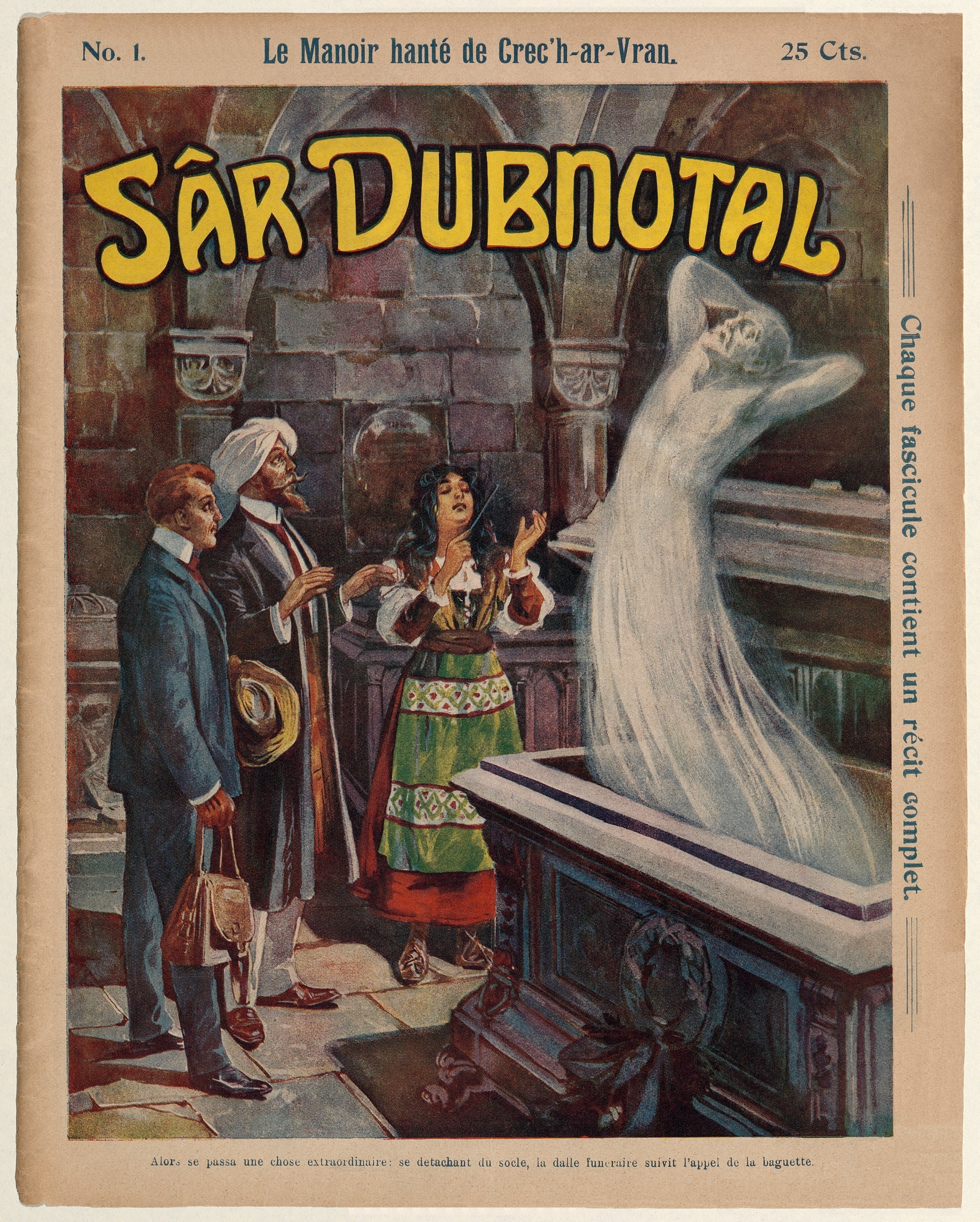
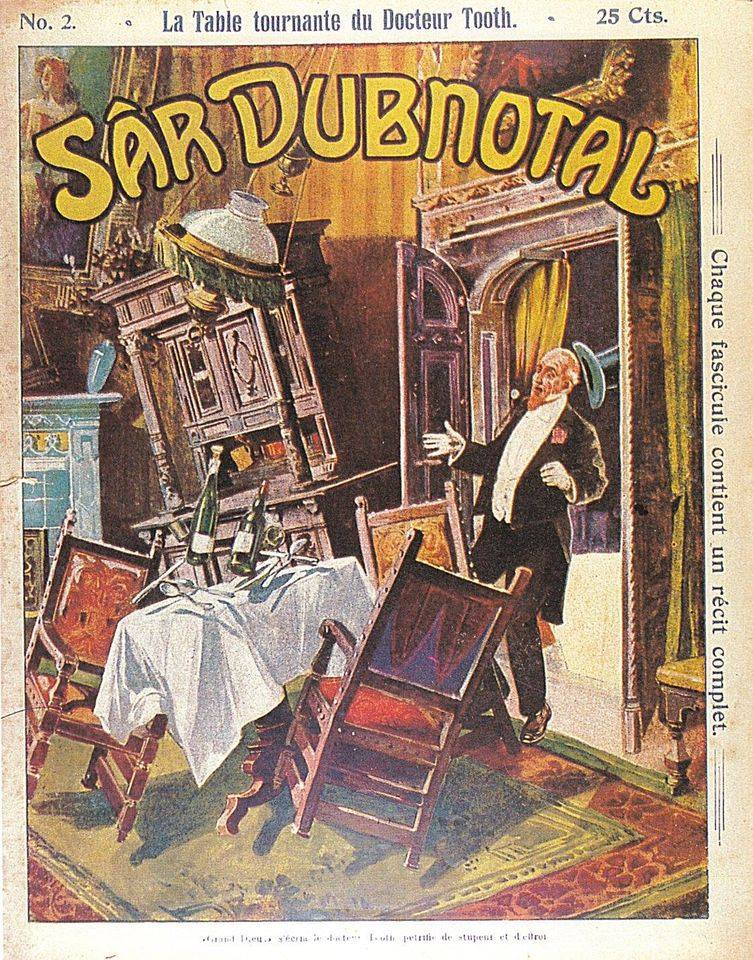
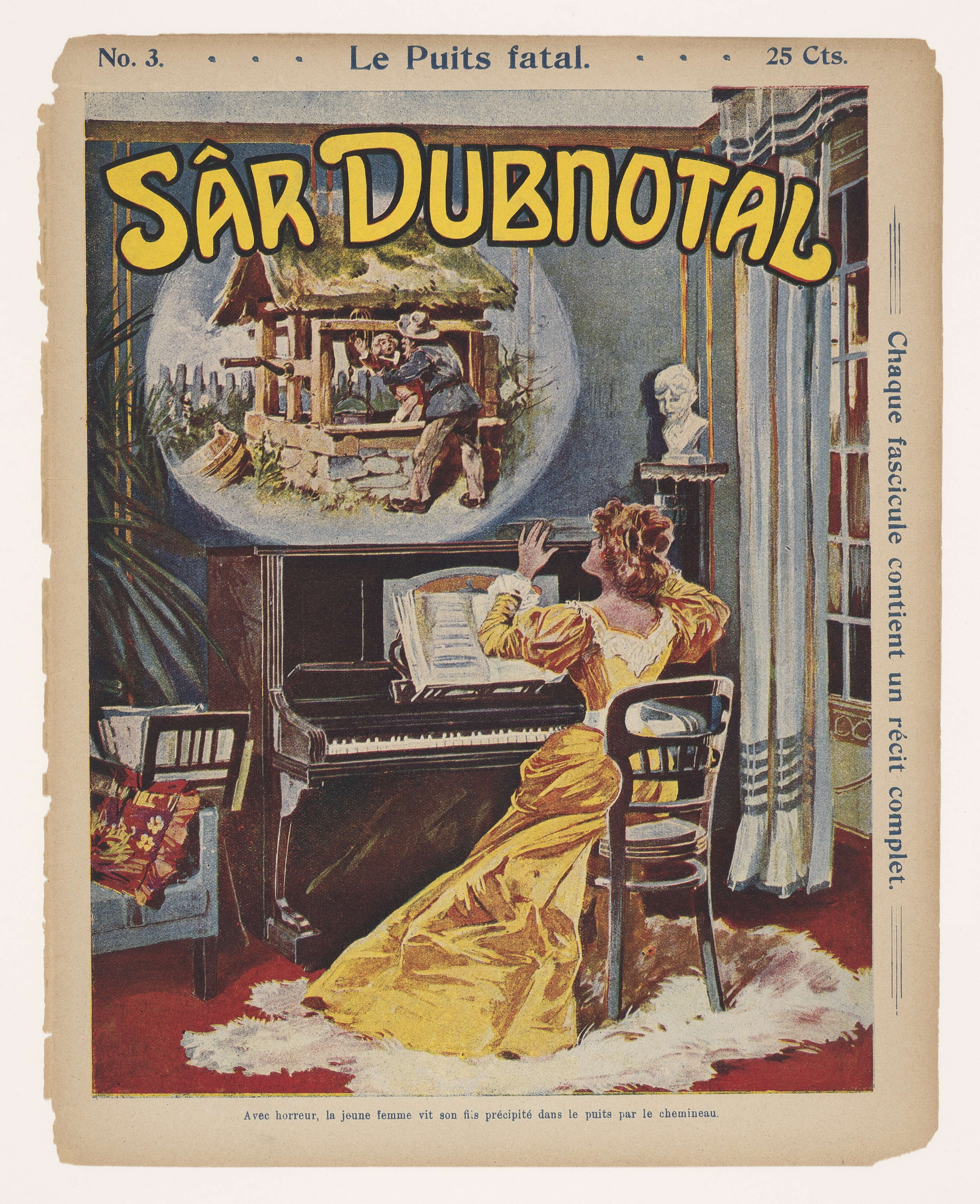
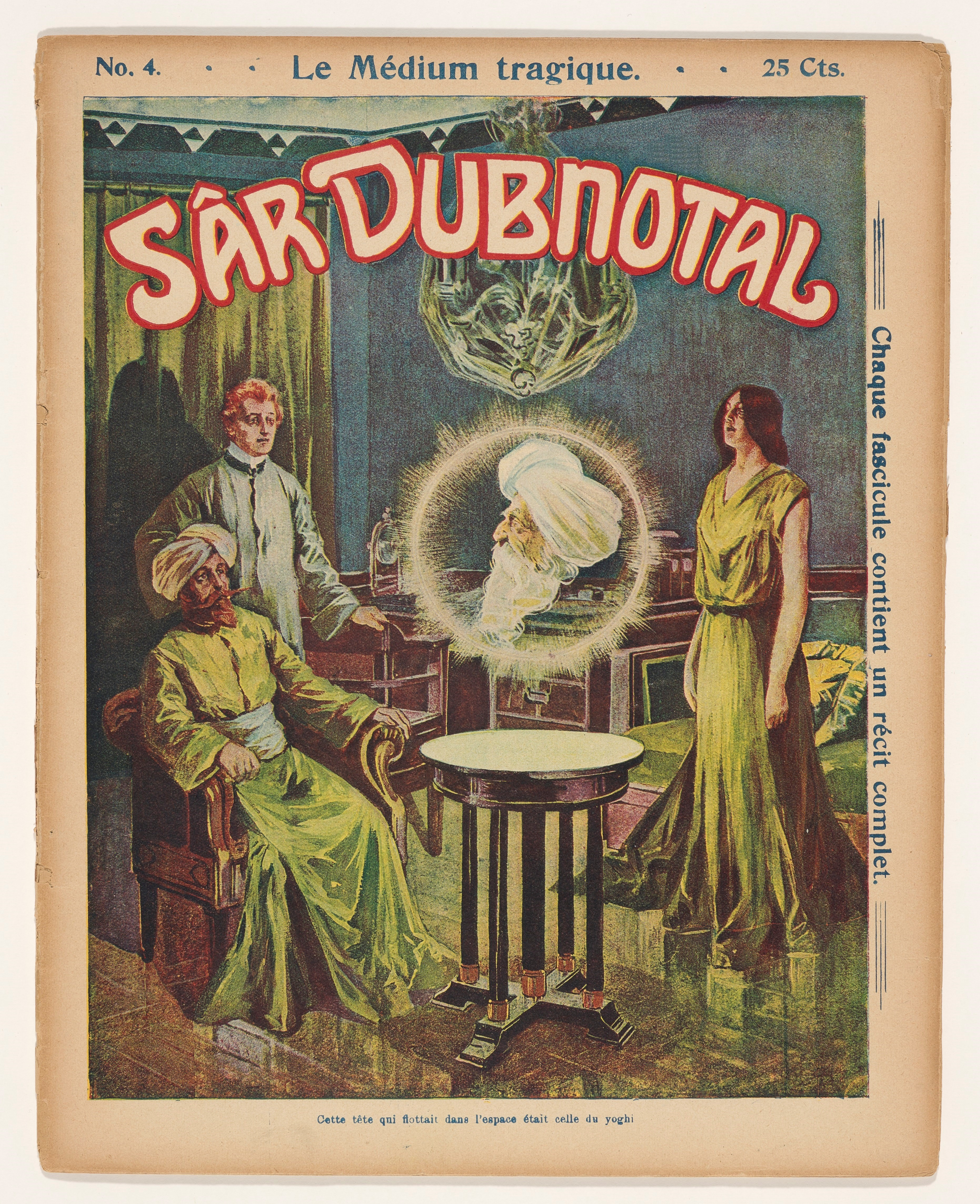
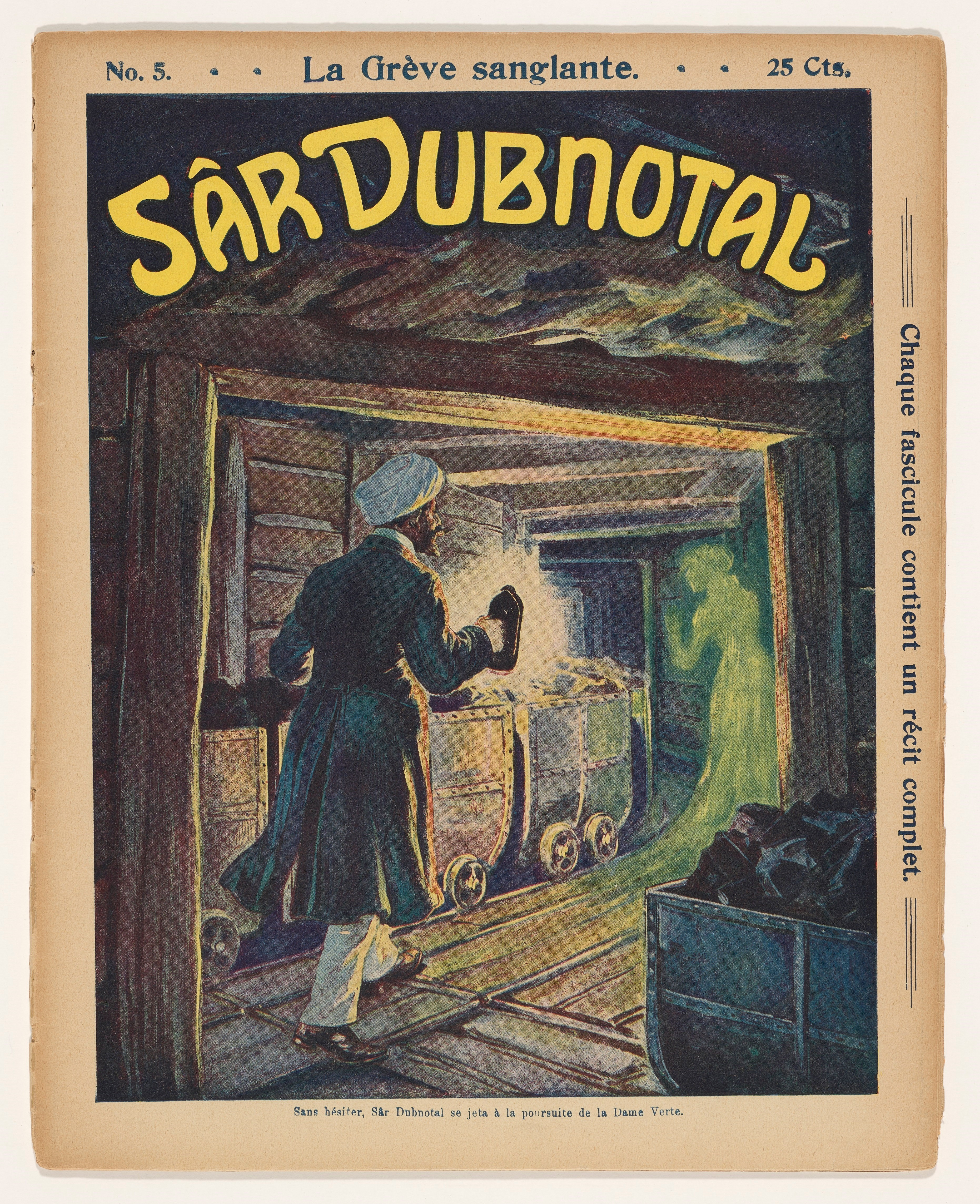
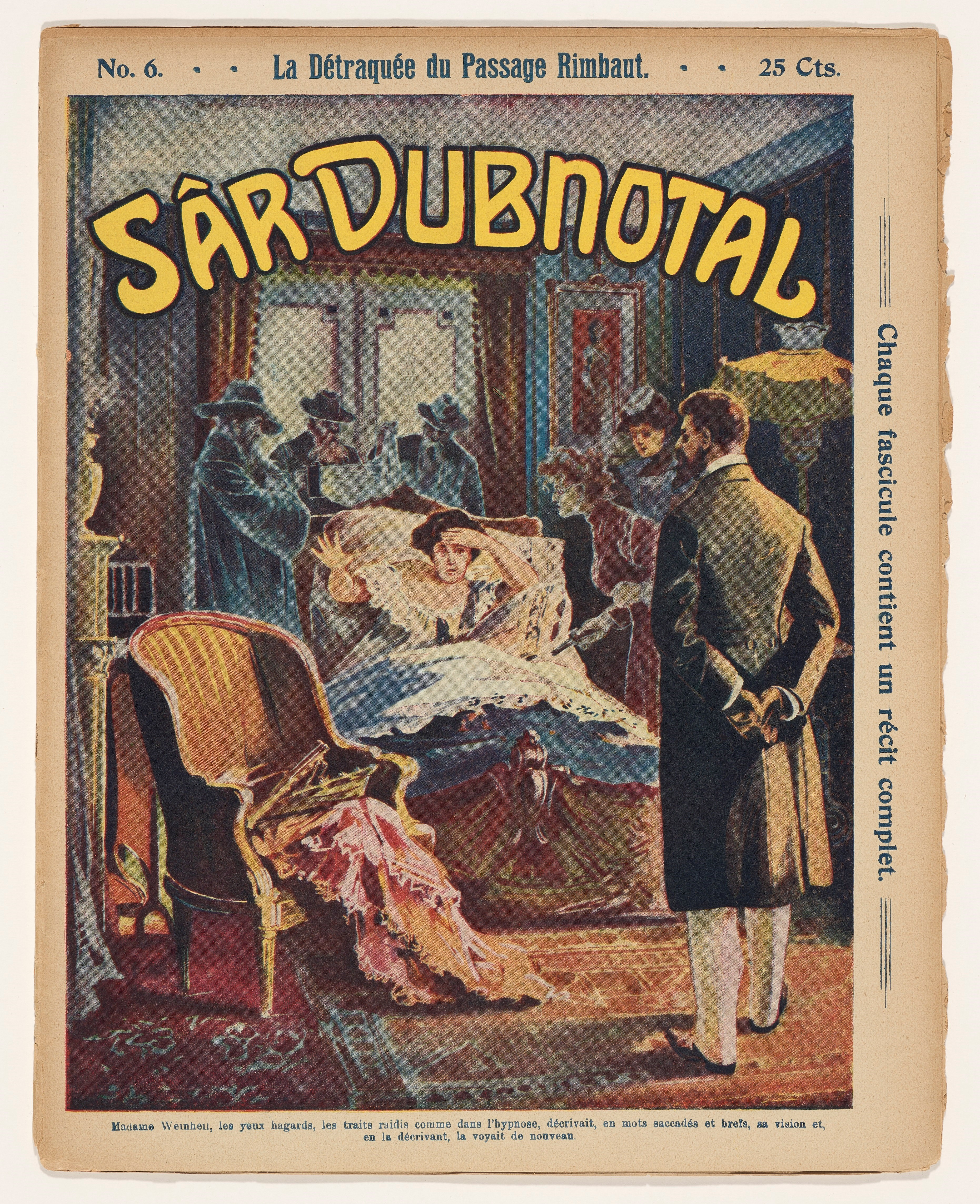
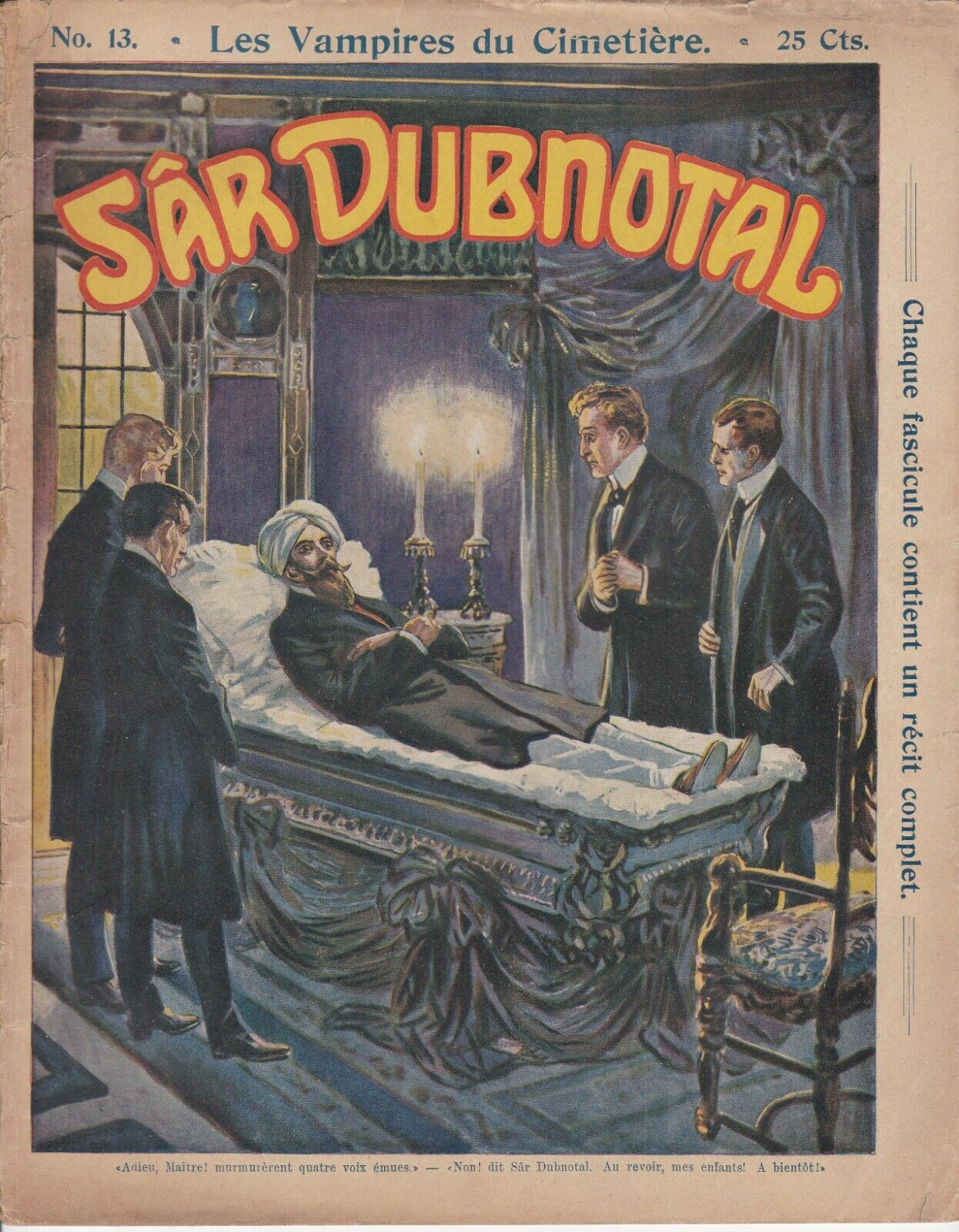
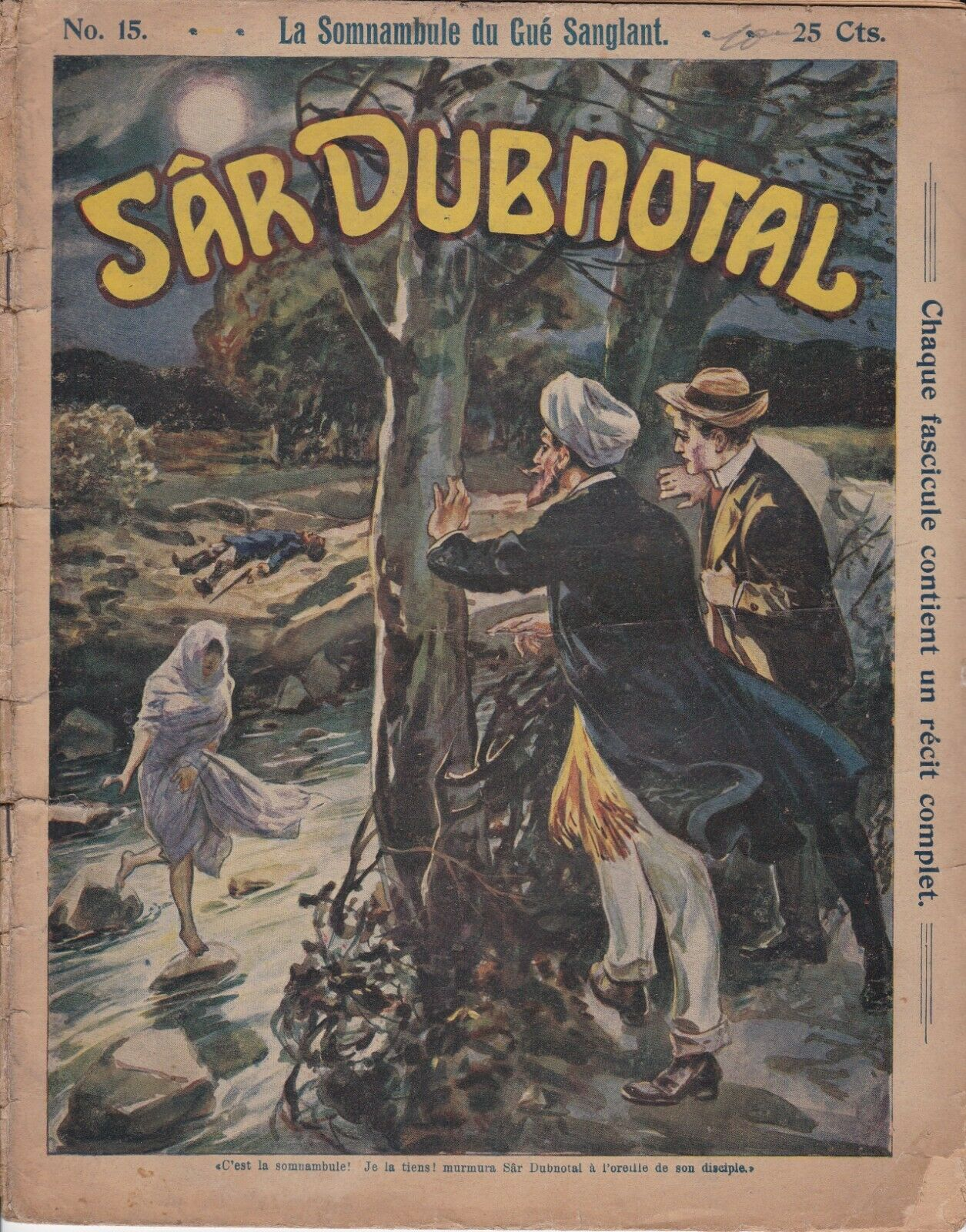
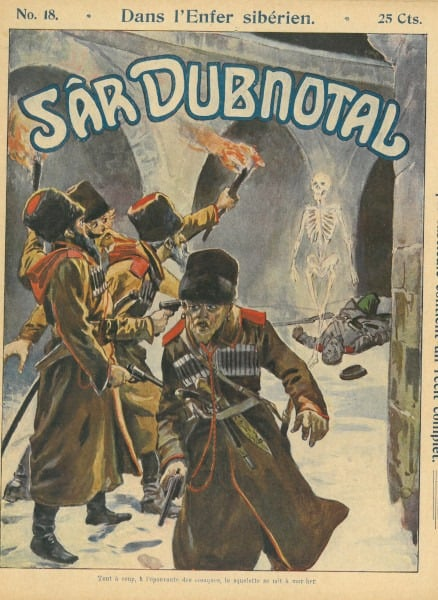

1. Le Manoir Hanté de Creh'h-ar-Vran
2. La Table Tournante du Docteur Tooth
3. Le Puits Fatal
4. Le Médium Tragique
5. La Grève Sanglante
6. La Détraquée du Passage Rimbaut
7. Tserpchikopf, le Sanglant Hypnotiseur
8. La Piste Astrale
9. L'Écartelée de Montmartre
10. Jack l'Éventreur
11. Haine Posthume
12. La Fiancée de Gibraltar
13. Les Vampires du Cimetière
14. L'Empreinte Rouge
15. La Somnambule du Gué Sanglant
16. L'Affaire Azzef-Poloukhine
17. Un Complot Terroriste
18. Dans l'Enfer Sibérien
19. Azzef, le Roi des Agents Provocateurs
20. Double-Taf, le Dernier des Pentyerns

### Rééditions
Les fascicules no 7, no 9, no 10 et no 11 qui reprennent l'affrontement entre Sâr Dubnotal et Tserpchikopf ont été réédités par les éditions Rivière Blanche en 2016 sous le titre Sâr Dubnotal contre Jack l'Éventreur. Seul le no 8 La Piste Astrale ne figure pas dans ce recueil pour des raisons de longueur.

### Nouvelles aventures
Sâr Dubnotal est mis en scène dans de nouvelles aventures dans la série anthologique Les Compagnons de l'Ombre, dirigée par Jean-Marc Lofficier, où il côtoie d'autres personnages de fiction tels que Harry Dickson, Robur, The Shadow, Judex ou encore Thomas Carnacki.
Le personnage apparaît également aux côtés du Nyctalope dans l'album Le Druide noir, troisième tome de L'Œil de la Nuit, série de bande dessinée par Gess et scénarisée par Serge Lehman.